# Serón
Serón község Spanyolországban, Almería tartományban. Lakosainak száma 2133 fő (2024).

## Földrajza
Serón Bacares, Alcóntar, Gérgal, Bayarque, Tíjola, Cúllar és Caniles községekkel határos.

## Népesség
A település lakosságának változását az alábbi diagram mutatja:
| Lakosok száma | 2495 | 2427 | 2422 | 2385 | 2381 | 2218 | 2135 | 2041 | 2039 | 2133 |
|               | 2001 | 2004 | 2006 | 2009 | 2011 | 2014 | 2016 | 2019 | 2021 | 2024 |